# Your Own Sweet Way
Your Own Sweet Way — песня в стиле блюз, написанная Марком Нопфлером.
Вошла в альбом Missing...Presumed Having a Good Time группы The Notting Hillbillies.
Существуют несколько песен под именем «Your Own Sweet Way». Второй по известности стала инструментальная композиция джазового исполнителя Дейва Брубека «In Your Own Sweet Way» с одноимённого альбома 1958 года.
ФактыПесня вышла и на виниловом сингле в поддержку альбома Missing...Presumed Having a Good Time. Он включал в себя две песни — Your Own Sweet Way и Bewildered